# Proechimys decumanus
Espèce
Statut de conservation UICN

 NT  : Quasi menacé
Proechimys decumanus est une espèce de mammifères rongeurs de la famille des Echimyidae qui regroupe des rats épineux originaires d'Amérique latine. L'espèce est menacée (VU) selon l'UICN.